# پرچم آنگولا

پرچم آنگولا

پرچم آنگولا با تناسب ۲:۳ به‌دنبال استقلال آن کشور در تاریخ ۱۱ نوامبر ۱۹۷۵ پذیرفته شد. این پرچم از دو نوار افقی هم‌اندازهٔ سرخ در بالا و سیاه در پایین تشکیل شده‌است. در میان آن نشانی زردرنگ قرار دارد، شامل ستاره‌ای پنج‌پر درون نصف یک چرخ‌دنده، و نوعی ساطور (همچون نشان داس و چکش) که چرخ‌دنده را قطع کرده‌است.

## نمادشناسی
در پرچم آنگولا:
- رنگ سرخ نماد آزادی[۲] و خون آنگولایی‌هایی است که در سرکوب‌های دوران استعمار، در درگیری‌های آزادی‌خواهانه و در دفاع از کشور ریخته شده‌است.[۱]
- رنگ سیاه نماد قارهٔ آفریقاست.[۲][۱]
- نشان میان پرچم نماد کارگران و کشاورزان است[۲] که در این نشان نیم‌چرخ دندانه‌دار نماد کارگران و تولیدات صنعتی و ساطور نشانهٔ کشاورزان، تولیدات کشاورزی و درگیری‌های مسلحانه است.[۱] همچنین ستارهٔ درون این علامت نماد اتحاد و پیشرفت است.[۱] رنگ زرد این نشان نیز علامت ثروت کشور می‌باشد.[۱]

## نگارخانه